# Les Bessons
Les Bessons è un comune francese di 465 abitanti situato nel dipartimento della Lozère nella regione dell'Occitania.

## Società

### Evoluzione demografica
Abitanti censiti